# Antiochus VIII Grypos
Antiochus VIII Epiphanes ("doorluchtige"), Callinicus ("overwinnaar"), Philometor ("zijn moeder liefhebbend"), bijgenaamd Grypos (Grypos: "haviksneus") (141 - 96 v.Chr.) was van 125 tot 114 v.Chr. en van 111 tot 96 v.Chr. koning van Syrië. Tussen 125 en 121 v.Chr. was hij co-regent met zijn moeder Cleopatra Thea.
Tijdens de eerste drie jaren van zijn bewind ondervond hij actief tegenstand van Alexander II Zabinas, zijn rivaal in de strijd om de troon. Daarom onderhield hij uit pure noodzaak een goede verstandhouding met de Joodse Hasmonese koningen, die in zekere mate het machtsevenwicht bezaten. Na de nederlaag van Alexander Zabinas, kon hij genieten van acht jaren ongestoorde alleenheerschappij en hij bleef zijn vriendschap met het Joodse volk onderhouden, want hij meende dat hij nog niet sterk genoeg was om de voorwaarden van het door Antiochus Sidetes gesloten verdrag met Johannes Hyrkanus af te dwingen. Noch slaagde hij er beter in om dit in de jaren 111-96 v.Chr. te doen. Want hoewel hij in staat was om een deel van Syrië te onttrekken aan de macht van zijn tegenstander, halfbroer en neef Antiochus IX Cyzicenus, behoorde het gedeelte van het land dat aan Palestina grensde niet tot dit heroverd gebied. Cyzenicus was waarschijnlijk verantwoordelijk voor de moord die aan Grypos' leven een einde maakte.
Grypos liet zijn omstreden troon na aan niet minder dan vijf zonen die ieder -ook elkaar- de omstreden troon zouden betwisten. Dit maakte de chaos compleet in wat nog restte van het Seleucidenrijk:
- Seleucus VI Epiphanes
- Antiochus XI Epiphanes
- Philippus I Philadelphus
- Demetrius III Eucaerus
- Antiochus XII Dionysus

## Antieke bronnen
- Appianus, Syriaca 68-69.
- Diodorus van Sicilië, Bibliotheca XXXIV/XXXV 28, 40.1a.
- Flavius Josephus, Antiquitates Iudaicae XIII 269-273, 325, 365.
- Flavius Josephus, Bello Iudaicae I 65.
- Iustinus, Epitome XXXIX 1-2.